# Доманово (станция)
Дома́ново (бел. Дама́нава) — железнодорожная станция, расположенная в одноимённом агрогородке в Ивацевичском районе Брестской области. Рядом находится деревня Добрынево.
Станция расположена между станцией Лесная и остановочным пунктом Борки.
Приблизительно в 5 километрах от станции проходит трасса Р2.